# Чудненко, Николай Григорьевич
Никола́й Григо́рьевич Чудненко — советский хозяйственный, государственный и политический деятель.

## Биография
Родился 17 декабря 1891 года в селе Новая Чегла Воронежской губернии. Член КПСС с марта 1917 года.
Образование: окончил 3 класса сельской школы и дважды, в середине 1920-х и 1930-х годов, по нескольку месяцев обучался на курсах.
Послужной список:
- 1904—1906 помощник конюха в Москве на ипподроме
- 1906—1917 работал на рудниках Донбасса — от поверхностного рабочего до горного десятника,
- 1917—1920 участник Октябрьской революции и Гражданской войны,
- сентябрь 1917 — апрель 1918 член Луганского горсовета
- 1918—1921 работал в Тамбове следователем Чрезвычайной комиссии и уездным военкомом, уполномоченным по организации ЧК в Харькове, заведующим Рабоче-крестьянской инспекцией в Донбассе.
- 1921—1923 уполномоченный комиссии мелкой каменноугольной промышленности Донбасса,
- 1923—1924 заместитель председателя Исполнительного комитета Мариупольского окружного Совета,
- 1924—1925 председатель Исполнительного комитета Мариупольского окружного Совета,
- 1925—1930 заведующий отделом Наркомторга Украины и управляющий «Укрмясотрестом» в Харькове, заместитель коммерческого директора «Югостали»,
- 1930—1936 заместитель директора Харьковского тракторного завода,
- 1937—1938 заместитель директора по производству завода № 1 им. Авиахима в Москве
- с мая 1938 по февраль 1939 года находился на персональной пенсии социального обеспечения по болезни.
- 1939—1940 заведующий отделом Наркомата местной промышленности Украинской ССР,
- 1940—1941 заместитель директора Харьковского тракторного завода,
- 1941 организатор эвакуации в Барнаул оборудования Харьковского тракторного завода,
- 1942—1958 заместитель директора, с 1946 г. директор завода № 77/Барнаульского завода транспортного машиностроения имени В. И. Ленина.

За создание семейства дизель-моторов был в составе коллектива удостоен Сталинской премии 3-й степени в области машиностроения 1949 года. Награждён орденами Трудового Красного Знамени, Красной Звезды, «Знак Почёта» и медалями «За оборону Сталинграда», «За доблестный труд в Великой Отечественной войне 1941—1945 гг.»
Делегат XX съезда КПСС.
Умер в Барнауле в сентябре 1958 года.
Жена — Александра Алексеевна, две дочери — Галина и Людмила, 1919 и 1921 годов рождения.